# رولز-رویس کامارگو
رولزرویس کامارگو (Rolls-Royce Camargue) خودرویی است که در سال‌های ۱۹۷۵ تا ۱۹۸۶۵۳۱ produced
1304 Madeتولید شده‌است. طول آن در حالت طبیعی ۲۰۳٫۵ اینچ (۵٬۱۶۹ میلیمتر)، عرض آن در حالت طبیعی ۷۵٫۵ اینچ (۱٬۹۱۸ میلیمتر)، ارتفاع آن در حالت طبیعی ۵۸ اینچ (۱٬۴۷۳ میلیمتر) و وزن آن در حالت طبیعی ۵٬۱۳۵ پوند (۲٬۳۲۹ کیلوگرم) است. سیستم جعبه‌دندهٔ آن به صورت خودکار است.